# Marcelo Chamusca
Marcelo Chamusca, vollständiger Name Marcelo Augusto Oliveira Chamusca (* 7. Oktober 1966 in Salvador), ist ein ehemaliger brasilianischer Fußballspieler. Er wurde auf der Position eines defensiven Mittelfeldspielers eingesetzt. Nach seiner aktiven Laufbahn wurde er Fußballtrainer.
Er ist der erste Trainer, der es in allen nationalen Ligen schaffte seine Klubs zum Aufstieg in die nächsthöhere Spielklasse zu führen. 2013 den Salgueiro AC im Jahr 2013 von der Série D in die Série C, 2016 den Guarani FC von der Série C in die Série B und 2017 den Ceará SC von der Série B in die Série A.

## Spielerlaufbahn
Marcelo Chamusca stammte aus einer Familie großer Fußballfans des EC Bahia. Sein Großvater verpasste kein Spiel des Klubs, seine Großmutter wurde mit einer Flagge von Bahia auf dem Sarg begraben. Von diesem Einfluss geprägt, waren Marcelo und dessen ein Jahr älteren Bruder Pericles Chamusca, nicht nur sportbegeistert, sondern auch von Kindheit an Fans von Bahia. Chamusca begann 1979 als Spieler im Nachwuchsbereich von Bahia und wurde schließlich zweimal U-17 Staatsmeister. 1987 schaffte er den Sprung in den Profikader und blieb dort bis 1988. In den Jahren 87 und 88 wurde er mit Bahia Staatsmeister.
Danach spielte er für den Galícia EC, FC Treze und AA Colatina. 1993 beschloss Chamusca seine Profikarriere zu beenden, da er nur bei kleineren Klubs spielen konnte. Er hatte bereits darüber nachgedacht als Trainer zu arbeiten, als er 1993 die Einladung des damaligen Superintendenten des Nachwuchsbereiches von EC Vitória, Newton Mota, erhielt. Chamusca beantragte daraufhin einen vertraglichen Rückzug bei Colatina und übernahm die Trainerposition nach Abschluss eines Praktikums.

## Trainerlaufbahn

### Nachwuchstrainer
Chamusca blieb Trainer der rot-schwarzen Jugend bis 1998. In der Zeit gewann Chamusca fünfmal staatlicher Meister der Junioren und zwei internationale Titel. In dieser Zeit absolvierte er 1996 beim PSV Eindhoven in den Niederlanden ein Praktikum. Die Kompetenz, die sich in den fünf Jahren seiner Arbeit gezeigt hatte, führte dazu, dass Chamusca 1998 einen Vorschlag zur Koordinierung der Nachwuchsbereiche des Sport Recife erhielt.
In seiner Funktion führte er das Pernambuco-Team zu Titeln in der Staatsmeisterschaft der Junioren und zum Gewinn des Turniers von Chenoise, Schweiz, im Mai 1999. In diesem konnte der Nachwuchs des Udinese Calcio im Finale geschlagen werden.
Im Februar 2000 war der EC Bahia an der Reihe, sich für Marcelo Chamusca zu interessieren. Der neue Koordinator des Nachwuchsbereiches Bobô, betrachtete Chamusca als Schlüsselakteur für das Umstrukturierungsprojekt des Sektors und berief ihn zum Leiter des technischen Teams der Juniorenmannschaft. Nach seiner Rückkehr in sein Zuhause, konnte schon im ersten Jahr Erfolge feiern. Ein besonderer Erfolg war der Erfolg beim internationalen Nachwuchsturnier in Marseille, bei dem sich Bahia gegen den Nachwuchs des FC Bayern München und von Olympique Marseille durchsetzen.
In dieser Zeit war Dani Alves im Jugendbereich von Bahia aktiv. Diesem prophezeite er damals: „Daniel ist ein starker Kandidat, um in der Nationalmannschaft in naher Zukunft beizutreten.“
Eigenbeschreibung als Nachwuchstrainer
In einem Interview von 2001 beschrieb sich Chamusca selbst als eine Person, die viele Dinge in der Welt des Fußballs erlebt und versucht hat, aus den unterschiedlichsten Situationen zu lernen. Andererseits habe ich einige Zeit Physik studiert und Praktika in Europa absolviert, was mir eine theoretische Grundlage bot. Als Coach versuche ich, theoretisches und praktisches Wissen zu verbinden. Ich benutze eine akademischere Sprache mit Athleten, aber ich versuche immer, ihnen auf der Arbeit nahe zu sein und ein wenig mehr über ihr Leben zu erfahren, damit dies die professionelle Leistung nicht beeinträchtigt. Manchmal zeigt ein Junge nicht, was aufgrund von psychologischen Problemen außerhalb des Feldes erwartet wird. Deshalb müssen sie ihn kennenlernen, mit ihm sprechen und sich gegebenenfalls an die Betreuung des multidisziplinären Teams des Clubs wenden.

### Assistenztrainer
2002 wechselte Chamusca vom Jugendbereich Bahias in den Profibereich, wo er zunächst als Assistenztrainer tätig wurde. Nach weiteren Stationen als Assistent oder Manager, nahm Chamusca 2004 ein Angebot vom Clube de Regatas Brasil als Cheftrainer an. Nach Abschluss der Staatsmeisterschaft 2004 verließ Chamusca den Klub wieder. Er nahm wieder Tätigkeiten als Assistenztrainer auf, darunter verschiedene Série A Klubs und viele Jahre im Ausland. Seine längste Station war in Japan beim Ōita Trinita, außerdem war er in Kuwait und Katar.

### Trainer
Im September 2012 nahm Chamusca wieder eine Stelle als Cheftrainer beim ECPP Vitória da Conquista an. Den Klub betreute für die Spiele im Staatspokal von Bahia. Noch im November des Jahres unterzeichnete Chamusca beim Salgueiro AC einen Vertrag als Trainer. Am Ende der Ligasaison erreichte der Klub den Aufstieg von der Série D in die Série C.
Am 25. November 2013 wurde Chamusca Trainer beim Fortaleza EC. In 50 Spielen in der Saison 2014 erreichte er mit Fortaleza 28 Siege, hatte 19 Unentschieden und musste nur drei Niederlagen hinnehmen. Insgesamt erzielte die Mannschaft in der Saison 97 Tore bei 42 Gegentoren. Nachdem der Klub aber am Ende der Série C Saison 2014 den Aufstieg knapp verpasst hatte, trat er zurück.
Für die Saison 2015 wurde Chamusca Atlético Goianiense als Trainer verpflichtet. Der Kontrakt mit Atlético sah eine Laufzeit bis Ende des Jahres vor.
Beim Klub blieb er 2015 nur zwei Monate. Am 2. März 2015 wurde die Rückkehr von Chamusca zu Fortaleza bekannt. Nachdem der Klub im Viertelfinale der Série C 2015 ausgeschieden war, wurde er entlassen. Chamusca war daher frei zur Saison 2016 bei einem neuen Klub zu unterzeichnen. Am 4. Dezember 2015 wurde seine Verpflichtung als Trainer von Sampaio Corrêa FC bekannt. Zum Start der Meisterschaftsrunde wechselte Chamusca erneut seine Trainerstelle. Er unterzeichnete einen Vertrag beim Guarani FC. In den Finalspielen der Série C verlor zwar gegen den Boa EC, qualifizierte sich aber für Saison 2017 für die Série B.
Chamusca betreute Guarani allerdings nicht in der Liga. Kurz nach den Finalspielen gab der künftige Ligakonkurrent Paysandu SC seine Verpflichtung für 2017 bekannt. Mit dem Klub konnte er die Staatsmeisterschaft von Pará 2017 gewinnen. Am 18. Juni 2017, nach dem achten Spieltag der Série B 2017, trat er zurück. Ihm lag ein Angebot des Mitbewerbers Ceará SC vor. Bereits am 24. Juni 2017, dem 10. Spieltag der Saison, betreute Chamusca das erste Mal in einem Ligaspiel. Zu dem Zeitpunkt stand Ceará auf dem elften Platz, einen vor Paysandu bei selber Punktzahl und einem besseren Torverhältnis von einem Tor. Am Ende der Saison wurde Ceará Tabellendritter und schaffte damit den Aufstieg in die Série A 2018, nachdem der Klub aus dieser 2011 absteigen musste. Der Start in die Saison 2018 begann für Chamusca mit Ceará mit dem Gewinn der Staatsmeisterschaft erfolgreich. Nachdem der Start in die Série A weniger erfolgreich war, wurde er am 20. Juni 2018, nach dem sechsten Spieltag entlassen. Zu dem Zeitpunkt stand Ceará auf dem vorletzten Tabellenplatz.
Am 2. September 2018 übernahm er den AA Ponte Preta. Er wurde 2018 der vierte Trainer, der die Mannschaft betreute. Nach 25 Tagen und fünf Spielen ohne Sieg (zwei Niederlagen und drei Unentschieden) wurde Chamusca wieder entlassen.
Zur Saison 2019 kehrte zu seiner ersten Wirkstätte als Jugendtrainer dem EC Vitória, nunmehr als Cheftrainer, zurück. Er erhielt einen Kontrakt bis zum Saisonende 2019. Den Klub musste er aber noch im selben Jahr wieder vorzeitig verlassen. So übernahm als dritte Station in dem Jahr den Cuiabá EC, welchen er zum Erfolg im Copa Verde 2019 führte. Auch in der Série B 2020 führte er den Klub lange Zeit erfolgreich. Nachdem 20. Spieltag verließ er den Klub, weil er das Angebot an ein drittes Mal Fortaleza zu betreuen. Der Klub spielte in der Saison in der Série A. Deren Trainer Rogério Ceni hatte ein Angebot von CR Flamengo angenommen. Nach dem 28. Spieltag wurde Chamusca am 7. Januar 2021 wieder entlassen. Der Klub lag zu dem Zeitpunkt auf dem 15. Platz.
Im Februar 2021 gab der Botafogo FR bekannt, dass Chamusca deren Mannschaft ab März 2021 betreuen wird. Nachdem der Klub in der Série B 2021 am 14. Juli 2021, dem 11. Spieltag, gegen Cruzeiro EC zuhause 3:3 spielte und auf dem 10. Tabellenplatz lag, wurde er von seiner Tätigkeit freigestellt. Im August erhielt beim Ligakonkurrenten Náutico Capibaribe einen neuen Vertrag. Bereits einen Monat später wurde er, nach nur einem Sieg in sechs Spielen wieder entlassen.
Am 18. Mai 2022 erhielt Chamusca zum zweiten Mal einen Kontrakt beim Guarani FC. Bereits einen Monat später wurde er wieder entlassen. Chamusca bestritt in der Série B 2022 nur sechs Spiele. Es gab drei Niederlagen, zwei Unentschieden und einen Sieg. Zusammen mit ihm mussten der Fußball-Superintendent Michel Alves, Co-Trainer Caio Autuori und Torwarttrainer Silvano Austrália den Verein verlassen. Anfang November 2022 gab der Tombense FC bekannt, Chamusca für 2023 verpflichtet zu haben. Er sollte die Mannschaft in der Staatsmeisterschaft von Minas Gerais und der Série B 2023 betreuen. Nach dem 10. Spieltag wurde ihm am 5. Juni wieder gekündigt. Der Klub lag zu dem Zeitpunkt auf dem vorletzten Platz. Ende des Monats erhielt bereits einen neuen Vertrag. Er ging zum Ligakonkurrenten Botafogo FC (SP).
Im November 2023 nahm Chamusca ein Angebot aus Saudi-Arabien vom al-Faisaly FC an. Nach Abschluss der Saison 2023/24, in der er den Klub noch auf den sechsten Platz führte, kehrte er in seine Heimat zurück. Für den Rest des Jahres war er ohne Anstellung. Eine Neue erhielt er zur Saison 2025 beim Floresta EC.

## Erfolge

### Als Spieler
Bahia Junioren
- Staatsmeisterschaft von Bahia Júnior: 1985, 1986

Bahia
- Staatsmeisterschaft von Bahia 1987, 1988

### Als Assistenztrainer
Bahia
- Taça Estado da Bahia: 2000, 2002
- Taça Verão (Maceió): 2000
- Copa do Nordeste: 2002

Oita Trinita
- J. League Cup: 2008

Al-Arabi
- Sheikh Jassem Cup: 2010

Avaí
- Staatsmeisterschaft von Santa Catarina: 2010

### Als Trainer
Vitória (U-17)
- Staatsmeisterschaft von Bahia U-20: 1994, 1995, 1996, 1997, 1998

Bahia (U-20)
- Staatsmeisterschaft von Bahia Júnior: 2001
- Internationales Jugendturnier von Marseille: 2001

Sport
Sport (U-17)
- Copa Pernambuco: 1998
- Campeonato Pernambucano: 1998

Sport (U-20)
- Campeonato Pernambucano: 1999
- 45. Turnier von Chênois: 1999

Fortaleza
- Staatsmeisterschaft von Ceará: 2015

Paysandu
- Staatsmeisterschaft von Pará: 2017

Ceará
- Staatsmeisterschaft von Ceará: 2018

Cuiabá
- Copa Verde: 2019

## Auszeichnungen
- Bester Trainer Staatsmeisterschaft von Ceará: 2015
- Bester Trainer des Fußballs in Ceará: 2017[30]
- Bester Trainer Staatsmeisterschaft von Ceará: 2018[31]